# St. Johannes (Wernsbach bei Ansbach)

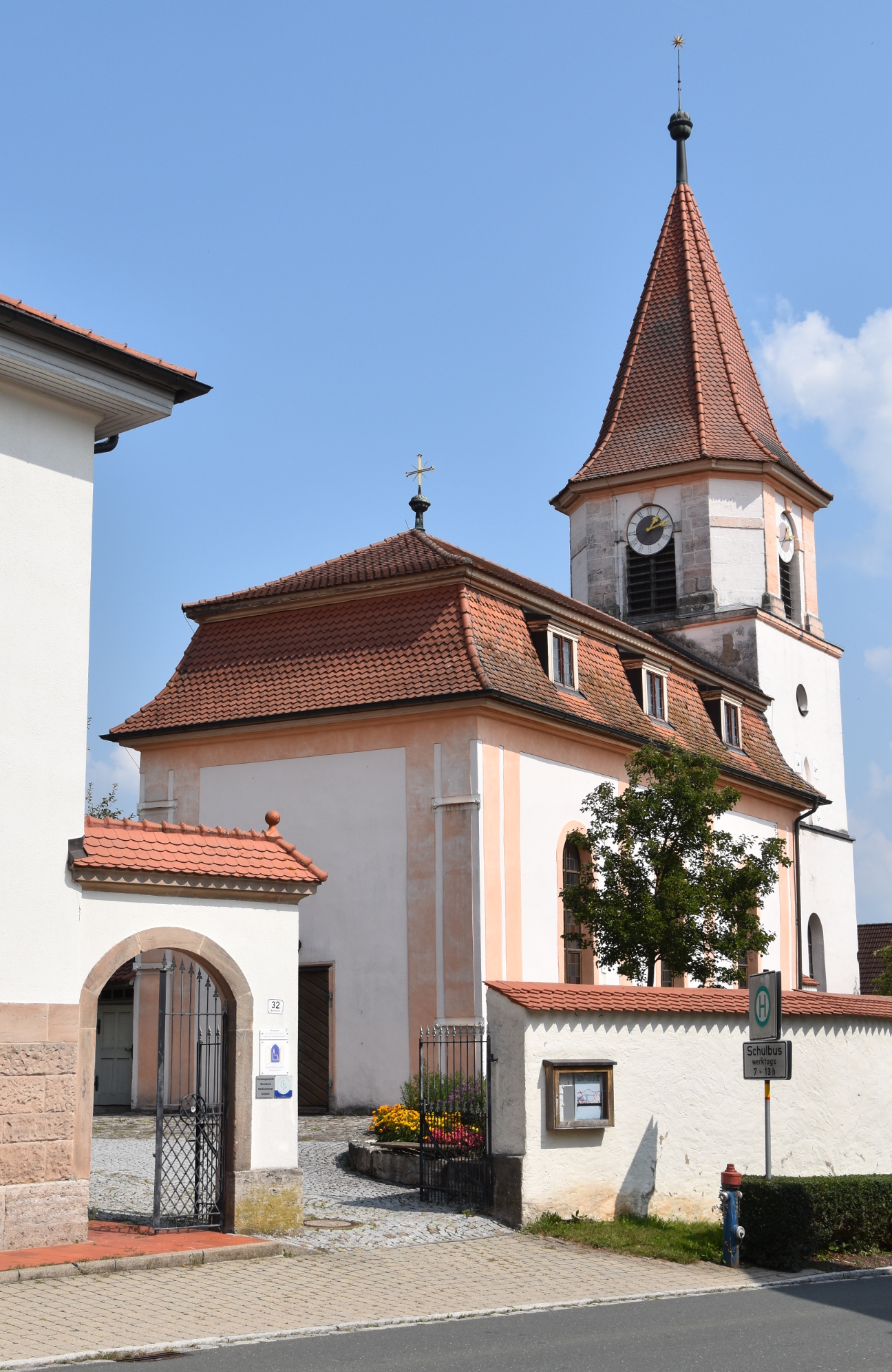
Kirche St. Johannes in Wernsbach bei Ansbach

St. Johannes ist eine nach Johannes dem Täufer benannte evangelisch-lutherische Kirche in Wernsbach bei Ansbach (Dekanat Ansbach).

## Kirchengemeinde
Für das Jahr 1168 ist eine Marienkapelle im Ort bezeugt. An ihrer Stelle wurde eine Kirche errichtet mit dem Patrozinium der hll. Martin und Nikolaus. Sie war ursprünglich eine Filialkirche von St. Jakob (Weihenzell).
Das Patronat übte vermutlich der Propst des Gumbertusstiftes aus. Am 14. März 1503 wurde St. Johannes zur selbständigen Pfarrei erhoben. Zur Pfarrei gehörten Brünst (teilweise), Gödersklingen, Hanmansmühle, Kühndorf, Röshof, Schmalach, Schönbronn und Wernsbach.
Seit 1538 wurden in St. Martin und Nikolaus Predigtgottesdienste nach evangelischem Verständnis abgehalten. Die Kirchenhoheit nach der Reformation hatte das Fürstentum Ansbach inne, die Kirchengemeinde wurde dem neu geschaffenen Dekanat Leutershausen zugeteilt.
Nach den Wirren des Dreißigjährigen Krieges musste St. Martin und Nikolaus von der Pfarrei St. Jakob (Mitteldachstetten) versorgt werden. 1659 wurde St. Martin und Nikolaus wieder eine eigenständige Pfarrei.
1734 kam der neu gegründete Schmalnbachshof zur Kirchengemeinde, der im 19. Jahrhundert nach St. Jakob umgepfarrt wurde. Ende des 18. Jahrhunderts wurde die Kirche dem hl. Johannes dem Täufer geweiht. Seit 1810 gehört die Kirchengemeinde zum Dekanat Ansbach. 1829 wird ganz Brünst nach St. Margaretha (Lehrberg) gepfarrt. Seit 1983 wird die Rangauklinik in Strüth von der Kirchengemeinde seelsorgerlich betreut.
1843 hatte die Kirchengemeinde 583 Gemeindeglieder, Anfang der 1990er Jahre waren es 500 Gemeindeglieder, heute (Stand: ca. 2017) sind es 500 Gemeindeglieder. Seit 2013 gehört die weiterhin rechtlich eigenständige Pfarrei Wernsbach zur Kirchengemeinde Weihenzell.

## Kirchengebäude
Von der ursprünglichen, wohl im 15. Jahrhundert errichteten Wehrkirche sind nur noch die zwei unteren Turmgeschosse, die Nordwand des Langhauses und die umgebende Mauer des Wehrfriedhofs erhalten geblieben. Im Wesentlichen wurde das Langhaus 1716/17 nach Plänen des Eichstätter Hofbaumeisters Gabriel de Gabrieli im Markgrafenstil neu errichtet. Dieses hat an der Nordseite ein Rundbogenfenster und an der Südseite drei Rundbogenfenster und an der Westseite das Portal. Es hat ein Mansardwalmdach mit drei Gauben an der Südseite. Der Chorturm hat an der Südseite ein Rundbogenfenster. Im ersten Geschoss hat er an der Südseite ein Ochsenauge und an der Ostseite ein Spitzbogenfenster in Rechteckrahmen. 1757/60 wurde nach Plänen des markgräflichen Hofbaumeisters Johann David Steingruber ein Glockengeschoss mit kleinerem oktogonalem Grundriss aufgesetzt. An der Nord-, Süd-, West- und Ostseite hat dieses Stichbogenöffnungen mit Ziffernblatt. Der Turm schließt mit einem oktogonalen Spitzhelm mit Wetterfahne ab. Die Sakristei und das Bahrhaus schließen sich an der Nordseite an.
Der einschiffige Saal hat ein Tonnengewölbe. Eine Doppelempore ist an der Nord- und Westseite eingezogen. An der Ostseite ist der Saal durch eine hohe Rundbogenarkade mit dem Chor verbunden. Dort steht ein barocker Hochaltar des Jahres 1716/17. Über der Mensa steht ein Altaraufsatz mit korinthischer Säulenarchitektur und Akanthus-Schnitzwerk als seitlichem Abschluss. Die Predella zeigt ein Flachrelief des Abendmahls. Zwischen den Säulen steht ein Kruzifix, links davon Maria, rechts davon der Apostel Johannes. Oben schließt er mit einem Relief ab, das Gottvater mit Heiligem Geist und Engeln zeigt. Über den Hochaltar ist eine Orgelempore eingezogen. Links vor dem Altar steht ein Taufholz des Jahres 1716/17 mit oktogonalem Grundriss und Kelchform, rechts vor dem Altar befindet sich das Lesepult. Die vom Schreinermeister Müller aus Wernsbach gefertigte Holzkanzel des Jahres 1716/17 befindet sich in der Südostecke des Saales. Der Korb und der Schalldeckel hat einen oktogonalen Grundriss. Zwischen Kanzel und Schalldeckel ist eine Gemälde des guten Hirten (19. Jh.) angebracht.